# Wiktor Gadziński
Wiktor Gadziński (ur. 3 października 1909 we Wrocławiu, zm. 22 lutego 1995 w Katowicach) – polski kompozytor, kontrabasista i pedagog.

## Życiorys
Syn Wincentego. W czasie studiów był członkiem Korporacji Akademickiej Chrobria w Poznaniu. Ukończył studia prawnicze i muzyczne. W latach 1950–1962 pracował jako nauczyciel kontrabasu w Liceum Muzycznym w Katowicach. Następnie został zatrudniony w Państwowej Wyższej Szkole Muzycznej w Katowicach. Był jej profesorem, a w latach 1965–1972 jej rektorem.
Zmarł w Katowicach, pochowany na cmentarzu Rakowickim w Krakowie (kwatera LXXXV-1/2-27/28). 

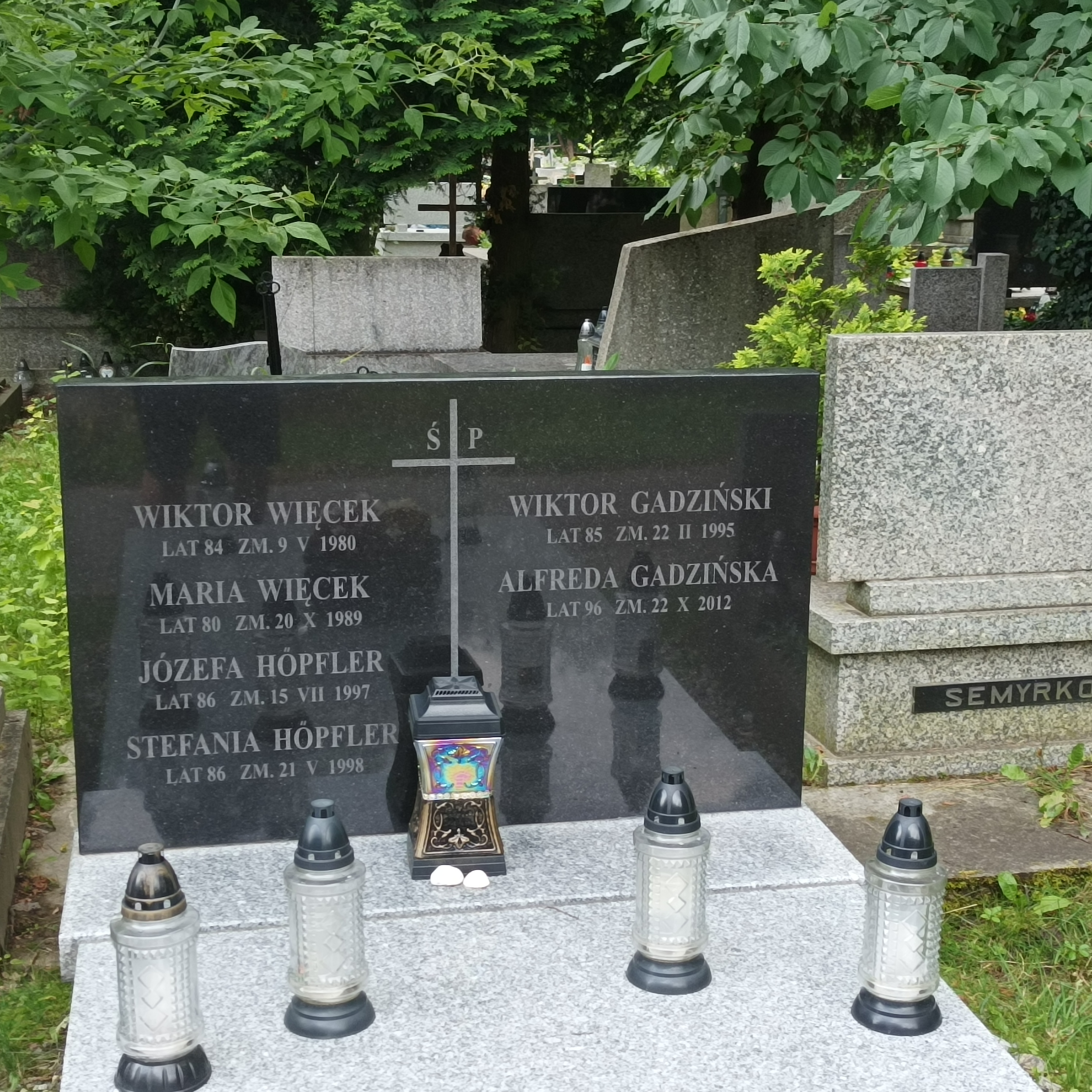
Grób prof. Wiktora Gadzińskiego na cmentarzu przy ul. Prandoty

## Twórczość
Na potrzeby gry na kontrabasie opracował 4 zeszyty etiud, gamy i pasaże oraz zeszyt miniatur, pozostające trwałym elementem literatury muzycznej.

## Odznaczenia
- Srebrny Krzyż Zasługi (1954)[2]

## Upamiętnienie
Od 2006 odbywa się corocznie w Katowicach Ogólnopolski Konkurs Kontrabasowego im. Wiktora Gadzińskiego. Przeznaczony jest dla szkół muzycznych I i II  stopnia. Organizuje go Państwowa Ogólnokształcąca Szkoła Muzyczna II stopnia im. Karola Szymanowskiego w Katowicach.